# Argent-sur-Sauldre
Argent-sur-Sauldre is een gemeente in het Franse departement Cher (regio Centre-Val de Loire). Argent-sur-Sauldre telde op 1 januari 2022 2.040 inwoners, die Argentais worden genoemd. De plaats maakt deel uit van het arrondissement Vierzon.

## Geografie
De oppervlakte van Argent-sur-Sauldre bedroeg op 1 januari 2022 67,35 vierkante kilometer; de bevolkingsdichtheid was toen 30,3 inwoners per km².
De onderstaande kaart toont de ligging van Argent-sur-Sauldre met de belangrijkste infrastructuur en aangrenzende gemeenten.

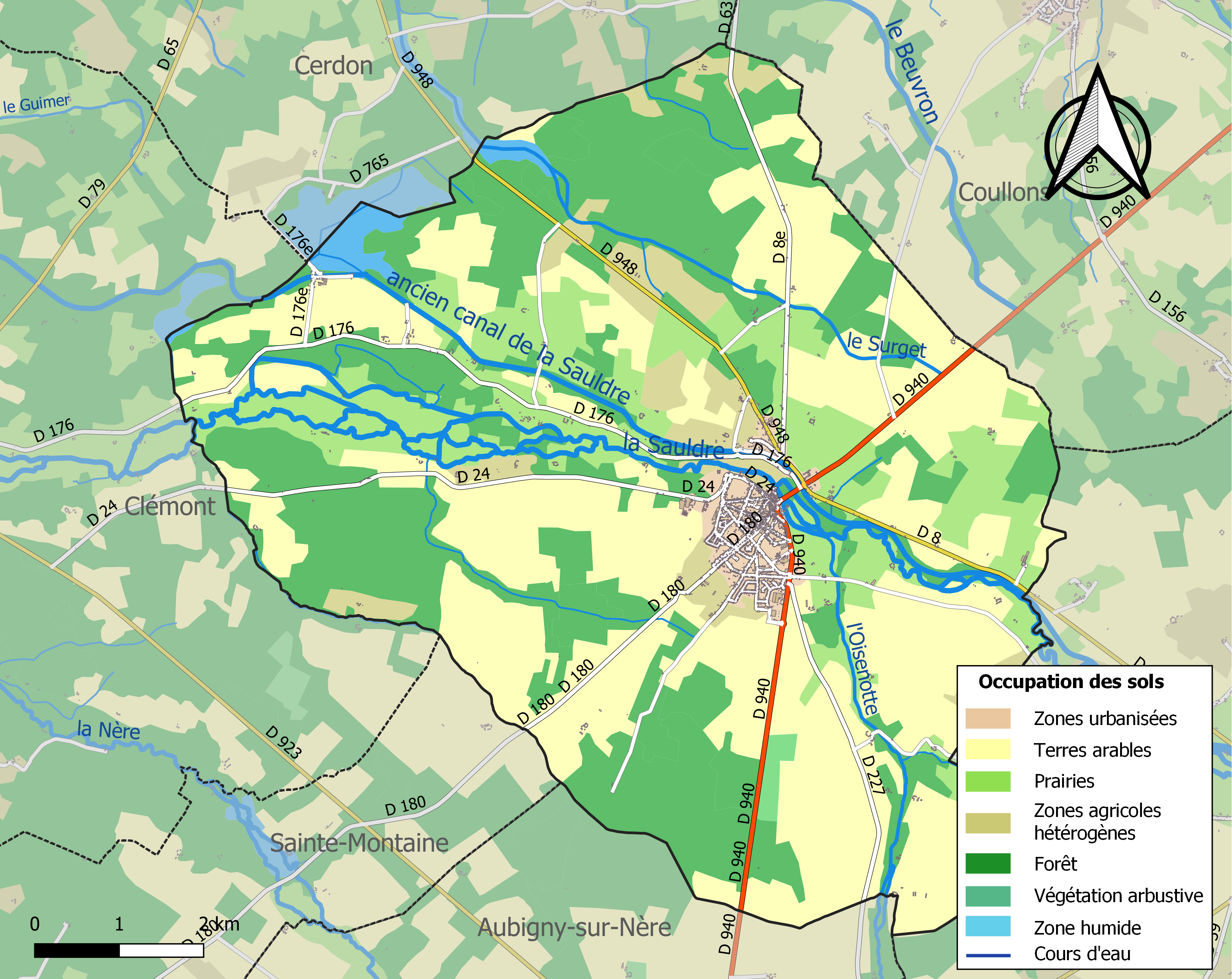

## Demografie
Onderstaande figuur toont het verloop van het inwonertal (bron: INSEE-tellingen).